# Robert George Brown
Robert George Brown (sinh ra ở Middlesbrough, Anh) là một cầu thủ bóng đá từng thi đấu ở Football League cho Accrington Stanley, Rotherham County và Bradford City.